# Тайна германского посольства
«Тайна германского посольства» (1914) — патриотический немой фильм режиссёра Евгения Бауэра. Первый военно-патриотический фильм кинофирмы Ханжонкова.
Метраж фильма — 875 метров.
Фильм вышел на экраны 30 августа 1914 года. Не сохранился.

## Сюжет
Немецкий шпион пытается завладеть планом русской крепости. Он подсылает коварную соблазнительницу (польку по национальности) русскому офицеру и военному изобретателю. Однако соблазнительница в последний момент отказывается служить врагам России. Русский офицер сразу после объявления войны отправляется на фронт.

## В ролях
- Иван Мозжухин — немецкий шпион
- Надежда Нельская — Барминская, гувернантка
- Клавдия Новицкая и др.

## Съёмочная группа
Режиссёр — Евгений Бауэр 

Автор сценария — А. Александрович 

Продюсер — Александр Ханжонков 

Оператор — Борис Завелев
Кинокомпания — Торговый дом Ханжонкова

## Критика
Вскоре после создания картина была прорецензирована в журналах «Сине-фоно» (1914, № 3, с.48) и «Кинема» (1914, № 13—14, с. 4—5) и была названа удачной.
Однако историк кинематографа C. Гинзбург имел другое мнение: «Несмотря на режиссуру Бауэра, несмотря на участие в фильме И. Мозжухина, игравшего необычную для него роль германского шпиона, несмотря на то, что снимал оператор Б. Завелев, фильм был очень плох. И положительные рецензии на него в кинопечати объясняются только тем, что в то время (сентябрь 1914 г.) всякое кинопроизведение, хотя бы косвенно связанное с военной тематикой, получало высокую оценку буржуазной прессы».